# Vsévolod Ivanov
Vsévolod Borisovich Ivanov (en ruso: Всеволод Борисович Иванов) (14 de agosto de 1950, Belomorsk - ) ilustrador ruso, cuya obra se basa en el antiguo folclore eslavo. 

## Vida
Nació en la ciudad de Belomorsk, República de Carelia. Hasta 1974 participa en exposiciones de artistas aficionados. En 1978 se gradúa en la Escuela de Tver, en la especialidad de artista diseñador. En 1999 pierde su trabajo como diseñador, y decide convertirse en artista libre. 

## Obra
Utiliza como línea de trabajo historia ficticia del pasado, una alternativa a la historia. La obra de Ivanov ilustra una supuesta civilización mítica en el extremo norte, que cayó con el advenimiento de la glaciación, y que forma parte del imaginario colectivo de la Europa clásica, presente en los griegos y en los romanos.

## Enlaces
- Página en ruso de Vsévolod Ivanov

- Datos: Q5641255